# Giải Primetime Emmy cho nữ diễn viên chính trong series ngắn hoặc phim truyền hình xuất sắc nhất
Sau đây là danh sách những người chiến thắng Giải Primetime Emmy cho nữ diễn viên chính trong series ngắn hoặc phim truyền hình xuất sắc nhất và cả những người chiến thắng Giải Primetime Emmy cho nữ diễn viên chính trong vai diễn đơn.
Từ 1973 đến 1978, hạng mục được chia làm hai mục nhỏ hơn (1 cho "phim truyền hình" hoặc "Vai diễn đơn trong series" và hạng mục kia gồm "Series giớni hạn" hoặc "Series ngắn").
Từ thập niên 1950 đến thập niên 1960, những vai diễn khách mời đều được đề cử đề cử ở hạng mục này. Hạng mục riêng lẻ cho vai diễn khách mời được lập ra vào giữa thập niên 80.
Một vài năm nhất định, cả vai chính và vai phụ đều được gộp lại thành một hạng mục duy nhất.

## Người đoạt giải

### 1950s
- 1954 - Single Performance: Judith Anderson – Macbeth
  - Ethel Barrymore - "The 13th Chair" episode of Climax!
  - Beverly Garland - "White is the Color" episode of Medic
  - Ruth Hussey - Craig's Wife
  - Dorothy McGuire - "The Giaconda Smile" episode of Climax!
  - Eva Marie Saint - Middle of the Night
  - Claire Trevor - Ladies in Retirement
- 1955 - Single Performance: Mary Martin – Peter Pan
  - Julie Harris - Wind from the South
  - Eva Marie Saint - Our Town
  - Jessica Tandy - The Fourposter
  - Loretta Young - "Christmas Stopver" episode of The Loretta Young Show
- 1956 - Single Performance: Claire Trevor – Dodsworth
  - Edna Best - This Happy Breed
  - Gracie Fields - Old Lady Shows Her Medals
  - Nancy Kelly - The Pilot
  - Evelyn Rudie - Eloise
- 1957 - Single Performance - Lead or Supporting: Polly Bergen – The Helen Morgan Story
  - Julie Andrews - Cinderella
  - Helen Hayes - Mrs. Gilling and the Skyscraper
  - Piper Laurie - The Deaf Heart
  - Teresa Wright - The Miracle Worker
- 1959 - Single Performance: Julie Harris – Little Moon of Alban
  - Judith Anderson - The Bridge of San Luis Rey
  - Helen Hayes - One Red Rose for Christmas
  - Piper Laurie - Days of Wine and Roses
  - Geraldine Page - Old Man
  - Maureen Stapleton - All the King's Men

### 1960s
- 1960 - Single Performance - Lead or Supporting: Ingrid Bergman – The Turn of the Screw
  - Julie Harris - Ethan Frome
  - Teresa Wright - Margaret Bourke-White Story
- 1961 - Single Performance: Judith Anderson – Macbeth
  - Ingrid Bergman - 24 Hours in a Woman's Life
  - Elizabeth Montgomery - "The Rusty Heller Story" episode of The Untouchables
- 1962 - Single Performance: Julie Harris – Victoria Regina
  - Geraldine Brooks - "Call Back Yesterday" episode of Bus Stop
  - Suzanne Pleshette - "Shining Image" episode for Dr. Kildare
  - Inger Stevens - The Price of Tomatoes
  - Ethel Waters - "Goodnight Sweet Blues" episode of Route 66
- 1963 - Single Performance: Kim Stanley – "A Cardinal Act of Mercy" episode of Ben Casey
  - Diahann Carroll - "A Horse Has a Big Head, Let Him Worry" episode of Naked City
  - Diana Hyland - The Voice of Charlie Pont
  - Eleanor Parker - "Why Am I Grown So Cold" episode of The Eleventh Hour
  - Sylvia Sidney - "The Madman" episode of The Defenders
- 1964 - Single Performance: Shelley Winters – Two is the Number
  - Ruby Dee - "Express Stop from Lenox Avenue" episode of The Nurses
  - Bethel Leslie - "Statement of Fact" episode of The Richard Boone Show
  - Jeanette Nolan - "Vote No On 11!" episode of The Richard Boone Show
  - Diana Sands - "Who Do You Kill?" episode of East Side/West Side
- 1965 - Individual Achievement in Entertainment - Actors and Performers: Lynn Fontanne – The Magnificent Yankee
  - Julie Harris - The Holy Terror
- 1966 - Single Performance in Drama: Simone Signoret – A Small Rebellion
  - Eartha Kitt - "The Loser" episode of I Spy
  - Margaret Leighton - for 4 episodes of Dr. Kildare
  - Shelley Winters - Back to Back
- 1967 - Single Performance in Drama: Geraldine Page – A Christmas Memory
  - Shirley Booth - The Glass Menagerie
  - Mildred Dunnock - Death of a Salesman
  - Lynn Fontanne - Anastasia
  - Julie Harris - Anastasia
- 1968 - Single Performance in Drama: Maureen Stapleton – Among the Paths to Eden
  - Judith Anderson - Elizabeth the Queen
  - Geneviève Bujold - Saint Joan
  - Colleen Dewhurst - The Crucible
  - Anne Jackson - Dear Friends
- 1969 - Single Performance in a Series or Special: Geraldine Page – A Thanksgiving Visitor
  - Anne Baxter - "The Bobbie Currier Story" episode for The Name of the Game
  - Lee Grant - "The Gates of Cerberus" episode for Judd for the Defense

### 1970s
| - 1970: Patty Duke – My Sweet Charlie - Edith Evans - David Copperfield - Shirley Jones - Silent Night, Lonely Night - 1971: Lee Grant – The Neon Ceiling - Colleen Dewhurst - The Price - Lee Grant - Columbo: Ransom for a Dead Man - 1972 - Single Performance: Glenda Jackson – "Shadow in the Sun" episode of Elizabeth R - Glenda Jackson - "The Lion's Cub" episode of Elizabeth R - Helen Hayes - Do Not Fold, Spindle, or Mutilate - Patricia Neal - The Homecoming: A Christmas Story - Susannah York - Jane Eyre (Note: Glenda Jackson also wins in the Lead Actress in a Dramatic Series category for Elizabeth R) - 1973 - Single Performance: Cloris Leachman – A Brand New Life - Lauren Bacall - Applause - Hope Lange - That Certain Summer - 1973 - Limited Series: Susan Hampshire – Vanity Fair - Vivien Heilbron - The Moonstone - Margaret Tyzack - Cousin Bette - 1974 - TV Movie: Cicely Tyson – The Autobiography of Miss Jane Pittman - Carol Burnett - 6 Rms Riv Vu - Katharine Hepburn - The Glass Menagerie - Cloris Leachman - The Migrants - Elizabeth Montgomery - A Case of Rape - 1974 - Limited Series: Mildred Natwick – The Snoop Sisters - Helen Hayes - The Snoop Sisters - Lee Remick - The Blue Knight - 1975 - TV Movie: Katharine Hepburn – Love Among the Ruins - Jill Clayburgh - Hustling - Elizabeth Montgomery - The Legend of Lizzie Borden - Diana Rigg - In This House of Brede - Maureen Stapleton - Queen of the Stardust Ballroom - 1975 - Limited Series: Jessica Walter – Amy Prentiss - Susan Saint James - McMillan & Wife | - 1976 - TV Movie: Susan Clark – Babe - Jane Alexander - Eleanor and Franklin - Colleen Dewhurst - A Moon for the Misbegotten - Sada Thompson - The Entertainer - 1976 - Limited Series: Rosemary Harris – Notorious Woman - Susan Blakely - Rich Man, Poor Man - Jean Marsh - Upstairs, Downstairs - Lee Remick - Jennie: Lady Randolph Churchill - 1977 - TV Movie: Sally Field – Sybil - Jane Alexander - Eleanor and Franklin: The White House Years - Susan Clark - Amelia Earhart - Julie Harris - The Last of Mrs. Lincoln - Joanne Woodward - Sybil - 1977 - Limited Series: Patty Duke – Captains and the Kings - Dori Brenner - Seventh Avenue - Susan Flannery - Arthur Hailey's The Moneychangers - Eva Marie Saint - How the West Was Won - Jane Seymour - Captains and the Kings - 1978 - TV Movie: Joanne Woodward – See How She Runs - Helen Hayes - A Family Upside Down - Eva Marie Saint - Taxi!!! - Maureen Stapleton - The Gathering - Sada Thompson - Our Town - 1978 - Limited Series: Meryl Streep – Holocaust - Rosemary Harris - Holocaust - Elizabeth Montgomery - The Awakening Land - Lee Remick - Wheels - Cicely Tyson - King - 1979: Bette Davis – Strangers: The Story of a Mother and Daughter - Carol Burnett - Friendly Fire - Olivia Cole - Backstairs at the White House - Katharine Hepburn - The Corn is Green - Mary Tyler Moore - First, You Cry |

### 1980s
| - 1980: Patty Duke – The Miracle Worker as Annie Sullivan - Bette Davis - White Mama - Melissa Gilbert - The Miracle Worker as Helen Keller - Lee Remick - Haywire - 1981: Vanessa Redgrave – Playing for Time - Ellen Burstyn - The People vs. Jean Harris as Jean Harris - Catherine Hicks - Marilyn: The Untold Story as Marilyn Monroe - Yoko Shimada - Shogun - Joanne Woodward - Crisis at Central High - 1982: Ingrid Bergman – A Woman Called Golda as Golda Meir - Glenda Jackson - The Patricia Neal Story as Patricia Neal - Ann Jillian - Mae West as Mae West - Jean Stapleton - Eleanor, First Lady of the World as Eleanor Roosevelt - Cicely Tyson - The Marva Collins Story as Marva Collins - 1983: Barbara Stanwyck – The Thorn Birds - Ann-Margret - Who Will Love My Children? - Rosanna Arquette - The Executioner's Song - Mariette Hartley - M.A.D.D.: Mothers Against Drunk Drivers - Angela Lansbury - Little Gloria... Happy at Last - 1984: Jane Fonda – The Dollmaker - Jane Alexander - Calamity Jane as Calamity Jane - Ann-Margret - A Streetcar Named Desire as Blanche DuBois - Glenn Close - Something About Amelia - JoBeth Williams - Adam | - 1985: Joanne Woodward – Do You Remember Love - Jane Alexander - Malice in Wonderland - Peggy Ashcroft - The Jewel in the Crown - Farrah Fawcett - The Burning Bed - Mary Tyler Moore - Heartsounds - 1986: Marlo Thomas – Nobody's Child - Katharine Hepburn - Mrs. Delafield Wants to Marry - Vanessa Redgrave - Second Serve - Gena Rowlands - An Early Frost - Mare Winningham - Love is Never Silent - 1987: Gena Rowlands – The Betty Ford Story as Betty Ford - Ann-Margret - The Two Mrs. Grenvilles - Ellen Burstyn - Pack of Lies - Lee Remick - Nutcracker: Money, Madness and Murder - Alfre Woodard - Unnatural Causes - 1988: Jessica Tandy – Foxfire - Ann Jillian - The Ann Jillian Story as herself - Mary Tyler Moore - Gore Vidal's Lincoln - Mary Steenburgen - The Attic: The Hiding of Anne Frank - JoBeth Williams - Baby M - 1989: Holly Hunter – Roe vs. Wade - Anjelica Huston - Lonesome Dove - Diane Lane - Lonesome Dove - Amy Madigan - Roe vs. Wade - Jane Seymour - War and Remembrance |

### 1990s
| Year              | Actor                                                                         | Program                | Role     | Network |
| ----------------- | ----------------------------------------------------------------------------- | ---------------------- | -------- | ------- |
| 1989-1990 (42nd)  |                                                                               |                        |          |         |
| Barbara Hershey   | A Killing in a Small Town                                                     | Candy Morrison         | CBS      |         |
| Farrah Fawcett    | Small Sacrifices                                                              | Diane Downs            | ABC      |         |
| Christine Lahti   | No Place Like Home                                                            | Zan Cooper             | CBS      |         |
| Annette O'Toole   | The Kennedys of Massachusetts                                                 | Rose Kennedy           | ABC      |         |
| Lesley Ann Warren | Family of Spies                                                               | Barbara Walker         | CBS      |         |
| Alfre Woodard     | A Mother's Courage: The Mary Thomas Story                                     | Mary Thomas            | NBC      |         |
| 1990-1991 (43rd)  |                                                                               |                        |          |         |
| Lynn Whitfield    | The Josephine Baker Story                                                     | Josephine Baker        | HBO      |         |
| Glenn Close       | Sarah, Plain and Tall                                                         | Sarah Wheaton          | CBS      |         |
| Barbara Hershey   | Paris Trout                                                                   | Hanna Trout            | Showtime |         |
| Suzanne Pleshette | Leona Helmsley: The Queen of Mean                                             | Leona Helmsley         | CBS      |         |
| Lee Purcell       | Long Road Home                                                                | Bessie Robertson       | NBC      |         |
| 1991-1992 (44th)  |                                                                               |                        |          |         |
| Gena Rowlands     | Face of a Stranger                                                            | Pat                    | CBS      |         |
| Anne Bancroft     | Mrs. Cage                                                                     | Mrs. Cage              | PBS      |         |
| Meredith Baxter   | A Woman Scorned: The Betty Broderick Story                                    | Betty Broderick        | CBS      |         |
| Judy Davis        | One Against the Wind                                                          | Mary Lindell           | CBS      |         |
| Laura Dern        | Afterburn                                                                     | Janet Harduvel         | HBO      |         |
| 1992-1993 (45th)  |                                                                               |                        |          |         |
| Holly Hunter      | The Positively True Adventures of the Alleged Texas Cheerleader-Murdering Mom | Wanda Holloway         | HBO      |         |
| Glenn Close       | Skylark                                                                       | Sarah Wheaton          | CBS      |         |
| Helen Mirren      | Prime Suspect 2                                                               | Jane Tennison          | PBS      |         |
| Maggie Smith      | Suddenly, Last Summer                                                         | Mrs. Venable           | PBS      |         |
| Joanne Woodward   | Blind Spot                                                                    | Nell Harrington        | CBS      |         |
| 1993-1994 (46th)  |                                                                               |                        |          |         |
| Kirstie Alley     | David's Mother                                                                | Sally Goodson          | CBS      |         |
| Bette Midler      | Gypsy                                                                         | Mama Rose              | CBS      |         |
| Helen Mirren      | Prime Suspect 3                                                               | Jane Tennison          | PBS      |         |
| Jessica Tandy     | To Dance with the White Dog                                                   | Cora Peek              | CBS      |         |
| Joanne Woodward   | Breathing Lessons                                                             | Maggie Moran           | CBS      |         |
| 1994-1995 (47th)  |                                                                               |                        |          |         |
| Glenn Close       | Serving in Silence: The Margarethe Cammermeyer Story                          | Margarethe Cammermeyer | NBC      |         |
| Sally Field       | A Woman of Independent Means                                                  | Bess Garner Steed      | NBC      |         |
| Anjelica Huston   | Buffalo Girls                                                                 | Calamity Jane          | CBS      |         |
| Diane Keaton      | Amelia Earhart: The Final Flight                                              | Amelia Earhart         | TNT      |         |
| Alfre Woodard     | The Piano Lesson                                                              | Berniece Charles       | CBS      |         |
| 1995-1996 (48th)  |                                                                               |                        |          |         |
| Helen Mirren      | Prime Suspect 4: Scent of Darkness                                            | Jane Tennison          | PBS      |         |
| Ashley Judd       | Norma Jean & Marilyn                                                          | Norma Jean Dougherty   | HBO      |         |
| Jessica Lange     | A Streetcar Named Desire                                                      | Blanche DuBois         | CBS      |         |
| Mira Sorvino      | Norma Jean & Marilyn                                                          | Marilyn Monroe         | HBO      |         |
| Sela Ward         | Almost Golden: The Jessica Savitch Story                                      | Jessica Savitch        | Lifetime |         |
| 1996-1997 (49th)  |                                                                               |                        |          |         |
| Alfre Woodard     | Miss Evers' Boys                                                              | Nurse Eunice Evers     | HBO      |         |
| Stockard Channing | An Unexpected Family                                                          | Barbara Whitney        | USA      |         |
| Glenn Close       | In the Gloaming                                                               | Janet                  | HBO      |         |
| Helen Mirren      | Prime Suspect 5: Errors of Judgement                                          | Jane Tennison          | PBS      |         |
| Meryl Streep      | ...First Do No Harm                                                           | Lori Reimuller         | ABC      |         |
| 1997-1998 (50th)  |                                                                               |                        |          |         |
| Ellen Barkin      | Before Women Had Wings                                                        | Glory Marie            | ABC      |         |
| Jamie Lee Curtis  | Nicholas' Gift                                                                | Maggie Green           | CBS      |         |
| Judy Davis        | The Echo of Thunder                                                           | Gladwyn                | CBS      |         |
| Olympia Dukakis   | More Tales of the City                                                        | Anna Madrigal          | Showtime |         |
| Angelina Jolie    | Gia                                                                           | Gia Carangi            | HBO      |         |
| Sigourney Weaver  | Snow White: A Tale of Terror                                                  | Claudia Hoffman        | Showtime |         |
| 1998-1999 (51st)  |                                                                               |                        |          |         |
| Helen Mirren      | The Passion of Ayn Rand                                                       | Ayn Rand               | Showtime |         |
| Ann-Margret       | Life of the Party: The Pamela Harriman Story                                  | Pamela Harriman        | Lifetime |         |
| Stockard Channing | The Baby Dance                                                                | Rachel Luckman         | Showtime |         |
| Judy Davis        | Dash and Lilly                                                                | Lillian Hellman        | A&E      |         |
| Leelee Sobieski   | Joan of Arc                                                                   | Joan of Arc            | CBS      |         |

### 2000s
| Năm                  | Diễn viên                                 | Chương trình truyền hình                                        | Vai diễn         | Kênh |
| -------------------- | ----------------------------------------- | --------------------------------------------------------------- | ---------------- | ---- |
| 1999-2000 (52nd)     |                                           |                                                                 |                  |      |
| Halle Berry          | Introducing Dorothy Dandridge             | Dorothy Dandridge                                               | HBO              |      |
| Judy Davis           | A Cooler Climate                          | Paula Tanner                                                    | Showtime         |      |
| Sally Field          | A Cooler Climate                          | Iris Prue                                                       | Showtime         |      |
| Holly Hunter         | Harlan County War                         | Ruby Kincaid                                                    | Showtime         |      |
| Gena Rowlands        | The Color of Love: Jacey's Story          | Georgia Porter                                                  | CBS              |      |
| 2000-2001 (53rd)     |                                           |                                                                 |                  |      |
| Judy Davis           | Life with Judy Garland: Me and My Shadows | Judy Garland                                                    | ABC              |      |
| Judi Dench           | The Last of the Blonde Bombshells         | Elizabeth                                                       | HBO              |      |
| Holly Hunter         | When Billie Beat Bobby                    | Billie Jean King                                                | ABC              |      |
| Hannah Taylor-Gordon | Anne Frank: The Whole Story               | Anne Frank                                                      | ABC              |      |
| Emma Thompson        | Wit                                       | Vivian Bearing                                                  | HBO              |      |
| 2001-2002 (54th)     |                                           |                                                                 |                  |      |
| Laura Linney         | Wild Iris                                 | Iris Bravard                                                    | Showtime         |      |
| Angela Bassett       | The Rosa Parks Story                      | Rosa Parks                                                      | CBS              |      |
| Blythe Danner        | We Were the Mulvaneys                     | Corinne Mulvaney                                                | Lifetime         |      |
| Vanessa Redgrave     | The Gathering Storm                       | Clementine Churchill                                            | HBO              |      |
| Gena Rowlands        | Wild Iris                                 | Minnie Brinn                                                    | Showtime         |      |
| 2002-2003 (55th)     |                                           |                                                                 |                  |      |
| Maggie Smith         | My House in Umbria                        | Emily Delahunty                                                 | HBO              |      |
| Thora Birch          | Homeless to Harvard: The Liz Murray Story | Liz Murray                                                      | Lifetime         |      |
| Helena Bonham Carter | Live from Baghdad                         | Ingrid Formanek                                                 | HBO              |      |
| Jessica Lange        | Normal                                    | Irma Applewood                                                  | HBO              |      |
| Helen Mirren         | The Roman Spring of Mrs. Stone            | Karen Stone                                                     | Showtime         |      |
| 2003-2004 (56th)     |                                           |                                                                 |                  |      |
| Meryl Streep         | Angels in America                         | Hannah Pitt / Ethel Rosenberg / The Rabbi / The Angel Australia | HBO              |      |
| Glenn Close          | The Lion in Winter                        | Queen Eleanor of Aquitaine                                      | Showtime         |      |
| Judy Davis           | The Reagans                               | Nancy Reagan                                                    | Showtime         |      |
| Helen Mirren         | Prime Suspect 6: The Last Witness         | Jane Tennison                                                   | PBS              |      |
| Emma Thompson        | Angels in America                         | Nurse Emily / Homeless Woman / The Angel America                | HBO              |      |
| 2004-2005 (57th)     |                                           |                                                                 |                  |      |
| S. Epatha Merkerson  | Lackawanna Blues                          | Rachel "Nanny" Crosby                                           | HBO              |      |
| Halle Berry          | Their Eyes Were Watching God              | Janie Crawford                                                  | ABC              |      |
| Blythe Danner        | Back When We Were Grownups                | Rebecca                                                         | CBS              |      |
| Cynthia Nixon        | Warm Springs                              | Eleanor Roosevelt                                               | HBO              |      |
| Debra Winger         | Dawn Anna                                 | Dawn Anna                                                       | Lifetime         |      |
| 2005-2006 (58th)     |                                           |                                                                 |                  |      |
| Helen Mirren         | Elizabeth I                               | Queen Elizabeth I                                               | HBO              |      |
| Gillian Anderson     | Bleak House                               | Lady Dedlock                                                    | PBS              |      |
| Kathy Bates          | Ambulance Girl                            | Jane Stern                                                      | Lifetime         |      |
| Annette Bening       | Mrs. Harris                               | Jean Harris                                                     | HBO              |      |
| Judy Davis           | A Little Thing Called Murder              | Sante Kimes                                                     | Lifetime         |      |
| 2006-2007 (59th)     |                                           |                                                                 |                  |      |
| Helen Mirren         | Prime Suspect: The Final Act              | Jane Tennison                                                   | PBS              |      |
| Queen Latifah        | Life Support                              | Ana                                                             | HBO              |      |
| Debra Messing        | The Starter Wife                          | Molly Kagan                                                     | USA              |      |
| Mary-Louise Parker   | The Robber Bride                          | Zenia Arden                                                     | Oxygen           |      |
| Gena Rowlands        | What If God Were the Sun?                 | Melissa Eisenbloom                                              | Lifetime         |      |
| 2007-2008 (60th)     |                                           |                                                                 |                  |      |
| Laura Linney         | John Adams                                | Abigail Adams                                                   | HBO              |      |
| Judi Dench           | Cranford                                  | Miss Matty Jenkyns                                              | PBS              |      |
| Catherine Keener     | An American Crime                         | Gertrude Baniszewski                                            | Showtime         |      |
| Phylicia Rashād      | A Raisin in the Sun                       | Lena Younger                                                    | ABC              |      |
| Susan Sarandon       | Bernard and Doris                         | Doris Duke                                                      | HBO              |      |
| 2008-2009 (61st)     |                                           |                                                                 |                  |      |
| Jessica Lange        | Grey Gardens                              | Edith "Big Edie" Beale                                          | HBO              |      |
| Drew Barrymore       | Grey Gardens                              | Edith "Little Edie" Beale                                       | HBO              |      |
| Shirley MacLaine     | Coco Chanel                               | Coco Chanel                                                     | Lifetime         |      |
| Sigourney Weaver     | Prayers for Bobby                         | Mary Griffith                                                   | Lifetime         |      |
| Chandra Wilson       | Accidental Friendship                     | Yvonne Caldwell                                                 | Hallmark Channel |      |

### 2010s
| Year                 | Actress                                               | Program                                               | Role                                                  | Network                                               |                                                       |
| -------------------- | ----------------------------------------------------- | ----------------------------------------------------- | ----------------------------------------------------- | ----------------------------------------------------- | ----------------------------------------------------- |
| 2009-2010 (62nd)     |                                                       |                                                       |                                                       |                                                       |                                                       |
| Claire Danes         | Temple Grandin                                        | Temple Grandin                                        | HBO                                                   |                                                       |                                                       |
| Joan Allen           | Georgia O’Keeffe                                      | Georgia O’Keeffe                                      | Lifetime                                              |                                                       |                                                       |
| Hope Davis           | The Special Relationship                              | Hillary Clinton                                       | HBO                                                   |                                                       |                                                       |
| Judi Dench           | Return to Cranford                                    | Matty Jenkyns                                         | PBS                                                   |                                                       |                                                       |
| Maggie Smith         | Capturing Mary                                        | Mary Gilbert                                          | HBO                                                   |                                                       |                                                       |
| 2010-2011 (63rd)     |                                                       |                                                       |                                                       |                                                       |                                                       |
| Kate Winslet         | Mildred Pierce                                        | Mildred Pierce                                        | HBO                                                   |                                                       |                                                       |
| Taraji P. Henson     | Taken from Me: The Tiffany Rubin Story                | Tiffany Rubin                                         | Lifetime                                              |                                                       |                                                       |
| Diane Lane           | Cinema Verite                                         | Pat Loud                                              | HBO                                                   |                                                       |                                                       |
| Jean Marsh           | Upstairs, Downstairs                                  | Rose Buck                                             | PBS                                                   |                                                       |                                                       |
| Elizabeth McGovern   | Downton Abbey                                         | Cora, Countess of Grantham                            | PBS                                                   |                                                       |                                                       |
| 2011-2012 (64th)     |                                                       |                                                       |                                                       |                                                       |                                                       |
| Julianne Moore       | Game Change                                           | Sarah Palin                                           | HBO                                                   |                                                       |                                                       |
| Connie Britton       | American Horror Story                                 | Vivien Harmon                                         | FX                                                    |                                                       |                                                       |
| Ashley Judd          | Missing                                               | Rebecca Winstone                                      | ABC                                                   |                                                       |                                                       |
| Nicole Kidman        | Hemingway & Gellhorn                                  | Martha Gellhorn                                       | HBO                                                   |                                                       |                                                       |
| Emma Thompson        | The Song of Lunch                                     | She                                                   | PBS                                                   |                                                       |                                                       |
| 2012-2013 (65th)     |                                                       |                                                       |                                                       |                                                       |                                                       |
| Laura Linney         | The Big C: Hereafter                                  | Cathy Jamison                                         | Showtime                                              |                                                       |                                                       |
| Jessica Lange        | American Horror Story: Asylum                         | Sister Jude Martin                                    | FX                                                    |                                                       |                                                       |
| Helen Mirren         | Phil Spector                                          | Linda Kenney Baden                                    | HBO                                                   |                                                       |                                                       |
| Elisabeth Moss       | Top of the Lake                                       | Det. Robin Griffin                                    | Sundance Channel                                      |                                                       |                                                       |
| Sigourney Weaver     | Political Animals                                     | Elaine Barrish                                        | USA                                                   |                                                       |                                                       |
| 2013-201 (66th)      |                                                       |                                                       |                                                       |                                                       |                                                       |
| Jessica Lange        | American Horror Story: Coven                          | Fiona Goode                                           | FX                                                    |                                                       |                                                       |
| Helena Bonham Carter | Burton & Taylor                                       | Elizabeth Taylor                                      | BBC America                                           |                                                       |                                                       |
| Minnie Driver        | Return to Zero                                        | Maggie Royal                                          | Lifetime                                              |                                                       |                                                       |
| Sarah Paulson        | American Horror Story: Coven                          | Cordelia Foxx                                         | FX                                                    |                                                       |                                                       |
| Cicely Tyson         | The Trip to Bountiful                                 | Carrie Watts                                          | Lifetime                                              |                                                       |                                                       |
| Kristen Wiig         | The Spoils of Babylon                                 | Cynthia Morehouse                                     | IFC                                                   |                                                       |                                                       |
| 2014-2015 (67th)     | *Winner will be announced on ngày 20 tháng 9 năm 2015 | *Winner will be announced on ngày 20 tháng 9 năm 2015 | *Winner will be announced on ngày 20 tháng 9 năm 2015 | *Winner will be announced on ngày 20 tháng 9 năm 2015 | *Winner will be announced on ngày 20 tháng 9 năm 2015 |
| 2014-2015 (67th)     | Maggie Gyllenhaal                                     | The Honourable Woman                                  | Nessa Stein                                           | SundanceTV                                            |                                                       |
| 2014-2015 (67th)     | Felicity Huffman                                      | American Crime                                        | Barbara Hanlon                                        | ABC                                                   |                                                       |
| 2014-2015 (67th)     | Jessica Lange                                         | American Horror Story: Freak Show                     | Elsa Mars                                             | FX                                                    |                                                       |
| 2014-2015 (67th)     | Queen Latifah                                         | Bessie                                                | Bessie Smith                                          | HBO                                                   |                                                       |
| 2014-2015 (67th)     | Frances McDormand                                     | Olive Kitteridge                                      | Olive Kitteridge                                      | HBO                                                   |                                                       |
| 2014-2015 (67th)     | Emma Thompson                                         | Sweeney Todd: Live at the Lincoln Center              | Mrs. Lovett                                           | PBS                                                   |                                                       |

## So sánh

### Người giành nhiều giải
4 giải
- Helen Mirren

3 giải
- Patty Duke
- Laura Linney

2 wins
- Judith Anderson
- Ingrid Bergman
- Julie Harris
- Holly Hunter
- Jessica Lange
- Geraldine Page
- Gena Rowlands
- Meryl Streep
- Joanne Woodward

### Người giành nhiều đề cử
10 đề cử
- Helen Mirren

7 đề cử
- Judy Davis
- Julie Harris

6 đề cử
- Glenn Close
- Jessica Lange
- Gena Rowlands
- Joanne Woodward

5 đề cử
- Helen Hayes
- Lee Remick

4 đề cử
- Jane Alexander
- Judith Anderson
- Katharine Hepburn
- Holly Hunter
- Ann-Margret
- Elizabeth Montgomery
- Eva Marie Saint
- Maureen Stapleton
- Emma Thompson
- Cicely Tyson
- Alfre Woodard

3 đề cử
- Ingrid Bergman
- Judi Dench
- Colleen Dewhurst
- Patty Duke
- Sally Field
- Lee Grant
- Glenda Jackson
- Laura Linney
- Mary Tyler Moore
- Geraldine Page
- Vanessa Redgrave
- Maggie Smith
- Meryl Streep
- Jessica Tandy
- Sigourney Weaver

2 đề cử
- Halle Berry
- Carol Burnett
- Ellen Burstyn
- Helena Bonham Carter
- Stockard Channing
- Susan Clark
- Bette Davis
- Blythe Danner
- Farrah Fawcett
- Lynn Fontanne
- Rosemary Harris
- Barbara Hershey
- Anjelica Huston
- Ann Jillian
- Ashley Judd
- Diane Lane
- Queen Latifah
- Piper Laurie
- Jean Marsh
- Suzanne Pleshette
- Jane Seymour
- Sada Thompson
- Claire Trevor
- JoBeth Williams
- Shelley Winters
- Teresa Wright